# Archiwum Wojskowe w Gdyni
Archiwum Wojskowe w Gdyni – archiwum wojskowe z siedzibą w Gdyni. 
Od 1 października 2018 roku Archiwum Wojskowe w Gdyni jest Oddziałem Zamiejscowym Archiwum Wojskowego w Toruniu.

## Historia
28 maja 1947 roku zostało utworzone Archiwum Marynarki Wojennej w Gdyni. Do 1990 roku Archiwum Marynarki Wojennej podlegało organizacyjnie sztabowi Marynarki Wojennej. W latach 90 XX w. funkcjonowało jako filia nr 5 Centralnego Archiwum Wojskowego. Z kolei od 2000 roku było jednostką organizacyjną podporządkowaną bezpośrednio dowódcy Marynarki Wojennej. W dniu 12 marca 2009 roku Minister Obrony Narodowej podporządkował Archiwum Marynarki Wojennej dyrektorowi Centralnego Archiwum Wojskowego. 14 września 2001 roku Archiwum Marynarki Wojennej przyjęło imię kmdr. Bohdana Wrońskiego na patrona instytucji. 1 listopada 2016 Archiwum Marynarki Wojennej zostało przeformowane w Archiwum Wojskowe w Gdyni.
W latach 1990–2009 w Archiwum Wojskowym Gdyni miało miejsce bezprawne niszczenie akt wojskowych. 

## Zadania
Do głównych zadań archiwum należy m.in.:
- kształtowanie zasobu archiwalnego, zgodnie z wytycznymi Dyrektora Wojskowego Biura Historycznego w jednostkach organizacyjnych podległych Ministrowi Obrony Narodowej lub przez niego nadzorowanych, a w szczególności opiniowanie jednolitych rzeczowych wykazów akt
- gromadzenie, ewidencja i przechowywanie dokumentacji archiwalnej wytworzonej przez jednostki i komórki organizacyjne podległe Ministrowi Obrony Narodowej lub przez niego nadzorowane
- prowadzenie ekspertyz archiwalnych oraz wydawanie zezwoleń na zniszczenie w ramach brakowania dokumentacji niearchiwalnej
- opracowanie i zabezpieczanie materiałów archiwalnych stanowiących zasób archiwalny Archiwum
- udostępnianie materiałów archiwalnych należących do zasobu Archiwum, według przepisów o narodowym zasobie archiwalnym i archiwach
- popularyzacja wiedzy o materiałach archiwalnych oraz prowadzenie działalności informacyjnej
- wydawanie odpisów, wypisów, wyciągów i reprodukcji przechowywanych materiałów archiwalnych oraz zaświadczeń na podstawie tych materiałów, a także ich uwierzytelnianie